# Goidanichiella
Goidanichiella är ett släkte av svampar beskrivet av Gams, Steiman & Seigle-Murandi, 1990. Goidanichiella ingår i divisionen sporsäcksvampar, Ascomycota och riket svampar, Fungi.

## Dottertaxa tillGoidanichiella, i alfabetisk ordning[2][1]
- Goidanichiella barronii W.Gams, Steiman & Seigle-Mur., 2009
- Goidanichiella cylindrospora D.W.Li & G.H.Zhao, 2009
- Goidanichiella sphaerospora Matsush., 2009